# Cito (volleybalclub)
Dit overzicht is mogelijk incompleet; u kunt helpen door het uit te breiden.
Cito is een volleybalvereniging uit Zeist. Cito is opgericht in 1952, waarmee het een van de oudste vereniging in de Nevobo is.
Dames 1 speelt promotieklasse, Dames 2 speelt 1e klasse, Dames 3 speelt 2e klasse, Dames 4 speelt 3de klasse, Dames 5 is een trainingsteam, en er is een Dames Masters team (hoog).
Heren 1 speelt 1e klasse. Heren 2 speelt in de 3e klasse.
Verder is er een grote jeugdafdeling met 2 meisjes A teams, 1 jongens A team, twee meisjes B, drie meisjes C, een jongens C, een N6 teams en trainingsmini's.
Thuiswedstrijden zijn normaliter op zaterdag in Sporthal de Koppeling in Zeist.